# Caçu
Caçu is een gemeente in de Braziliaanse deelstaat Goiás. De gemeente telt 11.343 inwoners (schatting 2009).